# Gonatodes
Gonatodes Fitzinger, 1843 è un genere di piccoli sauri della famiglia Sphaerodactylidae, diffusi in America centrale e meridionale.

## Biologia
Si nutrono di insetti.

## Tassonomia
Il genere Gonatodes comprende le seguenti specie:
- Gonatodes albogularis (Duméril & Bibron, 1836)
- Gonatodes alexandermendesi Cole & Kok, 2006
- Gonatodes annularis Boulenger, 1887
- Gonatodes antillensis (Lidth De Jude, 1887)
- Gonatodes astralis Schargel, Rivas, Makowsky, Señaris, Natera, Barros, Molina & Barrio-Amorós, 2010
- Gonatodes atricucullaris Noble, 1921
- Gonatodes caudiscutatus (Günther, 1859)
- Gonatodes ceciliae Donoso-Barros, 1966
- Gonatodes concinnatus O'Shaughnessy, 1881)
- Gonatodes daudini (Powell & Henderson, 2005
- Gonatodes eladioi Do Nascimento et al., 1987
- Gonatodes falconensis Shreve, 1947
- Gonatodes fuscus (Hallowell, 1855)
- Gonatodes hasemani Griffin, 1917
- Gonatodes humeralis (Guichenot, 1855)
- Gonatodes infernalis Rivas & Schargel, 2008
- Gonatodes lichenosus Rojas-Runjaic, Infante-Rivero, Cabello & Velozo, 2010
- Gonatodes ligiae Donoso-Barros, 1967
- Gonatodes nascimentoi Sturaro & Avila-Pires, 2011
- Gonatodes naufragus Rivas, Ugueto, Schargel, Barros, Velozo & Sánchez, 2013
- Gonatodes ocellatus (Gray, 1831)
- Gonatodes petersi Donoso-Barros, 1967
- Gonatodes purpurogularis Esqueda, 2004
- Gonatodes riveroi Sturaro & Avila-Pires, 2011
- Gonatodes rozei Rivero-Blanco & Schargel, 2012
- Gonatodes seigliei Donoso-Barros, 1966
- Gonatodes superciliaris Barrio-Amoros & Brewer-Carias, 2008
- Gonatodes taniae Roze, 1963
- Gonatodes tapajonicus Rodrigues, 1980
- Gonatodes timidus Kok, 2011
- Gonatodes vittatus (Lichtenstein, 1856)